# 1. Fallschirm-Armee
1. Fallschirm-Armee var namnet på en tysk armé under andra världskriget. Den organiserades den 4 april 1944 från XI. Fliegerkorps i Nancy

## Holland
Efter att Falaisefickan hade krossats 21 augusti 1944 retirerade den tyska armén i rask takt genom Frankrike och Belgien. För att stabilisera fronten och hejda reträtten i Nederländerna beordrades 1. Fallschirm-Armee under befäl av Kurt Student bemanna och hålla en frontlinje längs med Albertkanalen, en sträcka på 200 kilometer från Maastricht till Nordsjökusten. För att bemanna frontlinjen samlade man ihop kvarvarande fallskärmsjägare som funnits i reserv eller under utbildning, strafförband, markpersonal från Luftwaffe för att fylla ut fallskärmsjägaredivisionerna i en av arméns kårer II. Fallschirm-Armeekorps. I övrigt så bestod armén av retirerande infanteridivisioner och garnisonsförband som förts fram i linjen. För att kompensera bristen på artilleri i förbanden kallade man in luftvärnsförband från Luftflotte Reich.

### Organisation
Arméns organisation den 16 september 1944:
- LXXXII. Armeekorps
- II. Fallschirm-Armeekorps
- LXXXV. Armeekorps
- XIII. SS-Armeekorps
- XXXX. Armeekorps
- 526. Infanterie-Division

## Befälhavare
Arméns befälhavare:
- Generaloberst Kurt Student 4 september 1944 - 18 november 1944
- General der Fallschirmtruppen Alfred Schlemm 18 november 1944 -20 mars 1945
- General der Infanterie Günther Blumentritt 20 mars 1945 - 10 april 1945
- Generaloberst Kurt Student 10 april 1945- 28 april 1945
- General der Infanterie Erich Straube 28 april 1945 - 8 maj 1945